# 李璋 (弘治進士)
李璋（1467年—？），字德方，錦衣衛官籍浙江景寧縣人，明朝政治人物。

## 生平
順天府鄉試第二十五名舉人。弘治十五年（1502年）中式壬戌科會試第七十九名，二甲第五名進士。授刑部主事，正德二年（1507年）二月因得罪劉瑾，以違制下錦衣衛诏狱，廷杖二十，降興國州判官。累升刑部署员外郎，六年十二月升陕西按察司佥事，九年七月升本司副使，十六年正月升本省行太仆寺卿，嘉靖二年（1523年）九月陞山西右布政使。嘉靖六年（1527年）因李福達案，遣戍極邊，遇赦不宥。

## 家族
曾祖李恭；祖父李信，贈忠顯校尉錦衣衛百戶；父李貴，授昭信校尉錦衣衛百戶。前母張氏（贈安人）；母尚氏（封安人）。慈侍下。兄李珎（授昭信校尉、錦衣衛百户）；李琮（通奉大夫、左布政使）；李㻞（遇例冠带）。
子李錞，嘉靖二年進士。